# 今井月
今井 月（いまい るな、2000年8月15日 - ）は、日本のテレビディレクター（TBSテレビ所属）。元競泳選手で、現役時代は200m平泳ぎを得手とした。選手時代の所属はバローホールディングス・東京ドームスポーツ。

## 経歴
岐阜県岐阜市出身で、岐阜市立七郷小学校、岐阜市立岐阜西中学校、豊川高等学校、東洋大学卒。

### 幼少期
兄の流星（ひかる）の影響で3歳から水泳を始めた。本人は2歳時から泳ぐ意思を表していたが、スイミングスクールの入会条件である3歳の誕生日を迎えて入会した。5歳で本巣スイミングスクールへ兄とともに移籍する。幼稚園の年長で自由形・平泳ぎ・バタフライ・背泳ぎに習熟し、小学校入学後は地域の大会で活躍して小学校2年生で初めて全国JOCジュニアオリンピックカップ水泳春季競技大会に50m平泳ぎで出場した。
8歳の誕生日にフィリピン人の母を心室細動で亡くし、以後は父がスイミングスクールへの送迎や食事の準備など支えてきた。2012年の小学校6年生時に50m、100m、200mの平泳ぎ3種目と400m個人メドレーで日本学童記録を更新する。前年の2011年7月30日から7月31日に開催された岐阜県選手権の200m平泳ぎで日本学童記録に近い成績を収めている。

### 中学時代
2013年に岐阜西中学校へ進学。2013年4月に中学1年生で日本選手権へ初めて出場し、200m平泳ぎで3位に入賞してオリンピック出場経験者と互角に競い衆目を集めた。このとき153cmの身長が9月に155cmへ成長する。2013年8月に全国中学校水泳競技大会で2冠となり、10月に東アジア競技大会に日本選手団最年少選手として平泳ぎの100mと200mに出場した。
2014年4月に日本選手権の200m平泳ぎで派遣標準記録 II を越える2分24秒53を記録するが、順位は5位で前年の3位より下がり「5位だったことが一番悔しいです」と語った。6月のジャパンオープンは200m平泳ぎで3位に入賞したが、4月の日本選手権ののちに膝の負担軽減を図るために試行した泳法のキックスタイル変更に起因して、目標の2分24秒台に到達できずに不満を表した。8月の全国中学校水泳競技大会は、前年に続き平泳ぎの100mは1分8秒22の大会新記録、200mは2分23秒59の中学新記録となり、背景にキックを元に戻したほかに自身独力で思考したことがある。11月にシンガポールで開催されたFINA競泳ワールドカップの短水路最終戦に200m平泳ぎで出場して準優勝した。
2015年4月に日本選手権200m平泳ぎで2分24秒37を記録して準決勝をトップで通過、決勝は2分23秒55を記録して3位に入賞すると同時に日本中学記録と世界ジュニア記録を更新した。この記録は世界選手権派遣標準記録を突破したが順位が3位で日本代表入りを逃した。今井は涙を流し、取材に「周りを意識し過ぎたし、世界水泳選手権のことも頭にあって空回りしてしまいました」と答えた。同大会の100m平泳ぎで2位となるが、派遣標準記録に0秒24及ばず、世界選手権出場を逃した。8月の全国中学校水泳競技大会で平泳ぎの100mと200mを制覇して3年連続2冠となり、100mは大会新記録となる。10月はFINA競泳ワールドカップで200m個人メドレーの中学新記録、11月に200m平泳ぎの中学新記録となる。

### 高校時代
2016年に豊川高等学校へ進学。東京辰巳国際水泳場で催された第92回日本選手権水泳競技大会4日目の2016年4月7日に、女子200m個人メドレー決勝で2位となり、リオ五輪派遣標準記録の2分11秒03を越えて2分10秒76のWJ新記録で2016年リオデジャネイロオリンピックへ出場が決まる。
2016年6月から日本コカ・コーラとパートナーシップを契約し、同社が創設した「コカ・コーラ スポーツクラブ」に第1号選手として所属する。
2016年8月のリオ五輪で競泳競技5日目の女子200m個人メドレーに出場し、2分11秒78で全体の11位で準決勝進出する。「最低でも決勝に残る」と準決勝に臨むが自己ベストに2秒近く及ばない2分12秒53で全体の15位となり決勝進出を逃した。レース後のインタビューで「4年後はこんな悔しい思いは絶対しないように頑張りたい」と2020年東京オリンピックへ決意を述べた。

### 大学時代
2019年に東洋大学へ進学。
2021年の東京オリンピック代表は逃したが、2023年に代表復帰。世界選手権200m平泳ぎで準決勝に進出し、アジア大会では銅メダルを獲得した。

### 社会人時代
2024年3月に行われた2024年パリオリンピック選考を兼ねた国際大会代表選手選考会で、100m平泳ぎで5位、200m平泳ぎで3位に終わり、代表には選出されなかった。同年9月23日に現役引退を発表。
2025年4月よりTBSテレビに入社し、制作局社員として勤務する。

## 選手特徴
2015年5月で足が26.5cmの大きさで、力強いキックで記録を伸ばしている。上半身が細く水の抵抗を抑制し、膝関節の柔軟さが脚を引き付けて大きく開くキックを可能としている。
200m平泳ぎを得手として自身の主要な種目ととらえている。個人メドレーにも出場するが本人には気分転換で、背泳ぎは不得手である。
日曜日以外の毎日、幼稚園時代から通うスイミングスクールで1日5km以上泳いで筋肉痛になることもあるが、平泳ぎと個人メドレーの両方を練習してスプリントも取り入れている。
2013年4月の日本選手権で、目標とする鈴木聡美の隣のレーンで泳ぎ、北島康介を憧憬し、同年齢の宮坂倖乃を小学生以来互いにライバルとして競っている。

## 主な実績
- 2012年8月　小6　夏JO　11-12歳　50m平泳ぎ3位　100m平泳ぎ優勝・学童新　CS200m平泳ぎ6位・学童新
- 2013年2月　小6　短水路日本選手権　100m平泳ぎB決勝7位・予選で学童新　200m平泳ぎB決勝2位・学童新
- 2013年3月　小6　春JO　11-12歳　50m平泳ぎ優勝・学童新　100m平泳ぎ優勝・学童新　200m個人メドレー優勝
- 2013年4月　中1　日本選手権　50m平泳ぎ25位　100m平泳ぎB決勝2位　200m平泳ぎ3位
- 2013年5月　中1　ジャパンオープン　50m平泳ぎB決勝6位　100m平泳ぎ5位　200m平泳ぎ3位
- 2013年8月　中1　全国中学　100m平泳ぎ優勝　200m平泳ぎ優勝
- 2013年8月　中1　夏JO　13-14歳50m自由形24位　100m平泳ぎ優勝　CS200m平泳ぎ2位
- 2014年3月　中1　春JO　13-14歳100m平泳ぎ優勝　200m平泳ぎ優勝
- 2014年4月　中2　日本選手権　100m平泳ぎB決勝1位　200m平泳ぎ5位
- 2014年6月　中2　ジャパンオープン　50m平泳ぎ18位　100m平泳ぎB決勝1位　200m平泳ぎ3位
- 2014年8月　中2　全国中学　100m平泳ぎ優勝　200m平泳ぎ優勝
- 2014年8月　中2　ジュニアパンパシフィック　100m平泳ぎ3位　200m平泳ぎ優勝　400mメドレーリレー2位
- 2015年3月　中2　春JO　100m平泳ぎ優勝・中学新　200m平泳ぎ優勝　200m個人メドレー優勝
- 2015年4月　中3　日本選手権　50m平泳ぎ16位　100m平泳ぎ2位　200m平泳ぎ3位・中学新
- 2015年5月　中3　ジャパンオープン　50m平泳ぎB決勝3位　100m平泳ぎ4位　200m平泳ぎ3位
- 2015年8月　中3　全国中学　100m平泳ぎ優勝・大会新　200m平泳ぎ優勝
- 2015年8月　中3　世界ジュニア　50m平泳ぎ9位　100m平泳ぎ5位　200m平泳ぎ4位　400mリレー4位　400mメドレーリレー3位
- 2015年9月　中3　国体　少年B・100m平泳ぎ優勝・大会新　少年B・200m個人メドレー優勝・大会新　少年B・400mメドレーリレー9位
- 2016年3月　中3　春JO　CS・200m個人メドレー優勝・中学新
- 2016年4月　高1　日本選手権　100m平泳ぎ4位　200m平泳ぎ3位　200m個人メドレー2位・世界ジュニア新
- 2016年5月　高1　ジャパンオープン　100m平泳ぎ3位　200m平泳ぎ3位　200m個人メドレー4位
- 2016年8月　高1　リオオリンピック　200m個人メドレー15位
- 2016年8月　高1　インターハイ　100m平泳ぎ優勝　400m個人メドレー2位　800mリレー6位　400mメドレーリレー優勝
- 2016年8月　高1　夏JO　CS・400mメドレーリレー優勝
- 2016年9月　高1　国体　少年B・100m平泳ぎ優勝　少年B・200m個人メドレー優勝・大会新　少年B・400mリレー2位　少年B・400mメドレーリレー4位
- 2017年3月　高1　春JO　CS・100m平泳ぎ優勝　CS・200m平泳ぎ優勝・大会新　CS・200m個人メドレー優勝・大会新　CS・400mリレー3位　CS・400mメドレーリレー優勝・高校新
- 2017年4月　高2　日本選手権　100m自由形予選9位で準決勝棄権　100m平泳ぎ5位　200m平泳ぎ4位　200m個人メドレー2位
- 2017年5月　高2　ジャパンオープン　100m自由形6位　200m自由形B決勝8位　100m平泳ぎB決勝1位　200m平泳ぎ5位　200m個人メドレー3位
- 2017年7月　高2　世界選手権　200m個人メドレー5位
- 2017年8月　高2　インターハイ　100m平泳ぎ優勝　200m平泳ぎ優勝　400mリレー優勝　800mリレー2位　400mメドレーリレー2位
- 2017年8月　高2　夏JO　CS・100m自由形優勝・大会新　CS・200m自由形優勝　CS・200m個人メドレー優勝・大会新　CS・400mリレー2位　CS・400mメドレーリレー優勝
- 2017年9月　高2　国体　少年A・100m自由形2位　少年A・200m平泳ぎ優勝　少年A・400mリレー3位　少年A・400mメドレーリレー2位
- 2018年3月　高2　春JO　CS・200m個人メドレー優勝・大会新
- 2018年4月　高3　日本選手権　100m平泳ぎ4位　200m平泳ぎ4位　200m個人メドレー4位
- 2018年5月　高3　ジャパンオープン　100m平泳ぎ4位　200m平泳ぎ21位　200m個人メドレー4位
- 2018年8月　高3　インターハイ　100m平泳ぎ優勝・大会新　200m個人メドレー優勝・大会新　400mリレー優勝・大会新　800mリレー3位　400mメドレーリレー優勝
- 2018年9月　高3　国体　少年A・100m自由形2位　少年A・200m平泳ぎ優勝　少年A・400mリレー4位　少年A・400mメドレーリレー3位
- 2019年4月　大1　日本選手権　200m平泳ぎ4位　200m個人メドレー3位
- 2019年7月　大1　ユニバーシアード　200m個人メドレー3位　400mリレー2位　800mリレー4位　400mメドレーリレー2位・学生新
- 2019年9月　大1　インカレ　100m平泳ぎ優勝　200m個人メドレー優勝　400mリレー優勝　800mリレー優勝　400mメドレーリレー優勝
- 2019年9月　大1　国体　成年・50m自由形優勝・大会新　成年・100m自由形4位

## 雑記
名前の月（るな）はローマ神話の女神「ルナ」に由来し、2歳長兄の流星（ひかる）も中学時代に平泳ぎで日本一となり、現在も全国大会で活躍している。
歌手の西野カナと唐揚げを好むが野菜は苦手で、2015年3月22日のVメシ!JAPANで「いちごミルクシェーク」を紹介した学校ではムードメーカーでやんちゃで、体育授業のバスケットボールで得点王として活躍し、休み時間は友人と遊び授業は積極的と中学1年時の担任が評している。休日は友人と名古屋市で買い物、カラオケ、スイーツパラダイスで食べ放題などを楽しみ、2015年の合宿休日に同学年の池江璃花子とともに初めて原宿を訪れてパンケーキを堪能した。
モデルになることを夢にしており、2017年11月によしもとクリエイティブ・エージェンシーとマネジメント契約を結んだ。

## 評価
2020年東京オリンピックの開催時は20歳で、スポーツライターの小川勝は「順調に伸びれば間違いなくメダル候補」と評し、今井自身も東京オリンピックで金メダルを目標としている。スポーツライターの田坂友暁は「上半身が細くキックで推進力を得る泳法が中学生時代の渡部香生子に似ており、身体の変化から高校生の時に泳法を変えた渡部と同様に泳法を変えた時こそ真価が問われる」と評した。

## 主な出演

### CM
日本コカ・コーラ「コカ・コーラ ゴールドボトル」（2016年）
- 「ゴールドボトル」篇30秒 - YouTube
- 「ゴールドボトル」篇15秒 - YouTube